# Dead or Alive 5 Ultimate
Dead or Alive 5 Ultimate es una secuela del juego Dead or Alive 5 de lucha. El principal cambio respecto a su antecesor es la inclusión de una serie de luchadoras, incluyendo dos de ellos del Ninja Gaiden.

## Personajes
De Ninja Gaiden Black
- Rachel
- Momiji

De Virtua Fighter 4
- Jacky Bryant

De versiones Anteriores como: Dead or Alive 2 Ultimate
- Leon
- Ein

Personajes Nuevos 
- Nyotengu
- Marie Rose

## Recepción
Metacritic califica el juego en 77/100, quedando al nivel de otros juegos como Tales of Xillia, Batman: Arkham Origins o Madden NFL 25